# Charlie Chan Carries On
Charlie Chan Carries On ist ein amerikanischer Pre-Code-Mystery-Film aus dem Jahr 1931. Regisseur war Hamilton MacFadden und die Hauptdarsteller waren Warner Oland, John Garrick und Marguerite Churchill. Es ist der erste Auftritt von Warner Oland als Charlie Chan. Der Film ist Teil der langjährigen Filmreihe Charlie Chan, die auf der gleichnamigen Romanreihe von Earl Derr Biggers basiert. Der Film gilt heute als verschollener Film. Allerdings filmte Fox gleichzeitig eine spanischsprachige Version, die unter dem Titel Eran Trece (US-Titel: There Were Thirteen) veröffentlicht wurde. Dieser ist heute noch vorhanden.

## Handlung
Charlie Chan, ein chinesischer Polizeiinspektor aus Honolulu, versucht den Mord an einem reichen Amerikaner aufzuklären, der in einem Londoner Hotelzimmer tot aufgefunden wurde. Es werden die Städte London, Nizza, Frankreich, San Remo, Honolulu und Hongkong gezeigt.

## Kritik
Heutzutage wird an dem Film kritisiert, dass die Rolle des chinesischen Polizeiinspektors vom in Schweden geborenen Schauspieler Warner Oland dargestellt wurde. Es stellt somit einen Fall des Whitewashing dar.

## Hintergrund
Der Film wurde am 12. April 1931 in den US-amerikanischen Kinos veröffentlicht.
Im Jahr 1940 erschien ebenfalls unter Produktion von Fox eine Neuverfilmung des Romans, nämlich Charlie Chan auf Kreuzfahrt (Originaltitel Charlie Chan’s Murder Cruise) mit Sidney Toler als Charlie Chan.